# Léon Brillouin
Léon Nicolas Brillouin (Sèvres, 7 de agosto de 1889-Nueva York, 4 de octubre de 1969), conocido como Léon Brillouin, fue un físico Francés. Su padre, Marcel Brillouin, era también físico. Hizo aportes en los campos de la mecánica cuántica, de la propagación de las ondas de radio en la atmósfera, la física del estado sólido y la teoría de la información.[cita requerida]

## Educación
Desde 1908 hasta 1912, Brillouin estudió física en la École Normale Supérieure, de París. A partir de 1911 estudió bajo la dirección de Jean Perrin hasta que se mudó al Universidad de Múnich (LMU), en 1912. En la LMU, estudió física teórica con Arnold Sommerfeld. Unos pocos meses antes de la llegada de Brillouin al LMU, Max von Laue había realizado su experimento en el cual mostró la difracción de rayos X en un cristal. En 1913, vuelve a Francia para estudiar en la Universidad de París y es durante este año que Niels Bohr presenta su primer trabajo sobre el modelo de Bohr para el átomo de hidrógeno. Desde 1914 hasta 1919, durante la Primera Guerra Mundial, se enlista en el ejército. Al terminar la guerra, regresa a la Universidad de París para continuar sus estudios con Paul Langevin, y obtiene el título de Docteur ès science en 1920. El jurado de tesis de Brillouin estaba compuesto por Langevin, Marie Curie, y Jean Perrin y el tema de la tesis fue la teoría cuántica de sólidos. En su tesis, propone una ecuación de estado basada en las vibraciones atómicas (fonones) que se propagan por el material. También estudió la propagación de ondas de luz monocromáticas y su interacción con ondas acústicas, es decir la dispersión de la luz con un cambio de frecuencia, que se conoce como dispersión de Brillouin.

## Carrera
Después de doctorarse, Brillouin se convirtió en el primer secretario científico del reorganizado Journal de Physique et le Radium. En 1923, lo nombran director asociado de los laboratorios de física en el Collège de France. En 1926, Gregor Wentzel, Hendrik Kramers, y Brillouin desarrollaron en forma independiente lo que se conoce como la aproximación Wentzel-Kramers-Brillouin, también conocida como el método BWK, aproximación clásica, o método integral de fase. En 1928, al fundarse el instituto Henri Poincaré, fue nombrado profesor de la Cátedra de Física Teórica. En 1930, como parte de su trabajo sobre la propagación de ondas de electrones en redes cristalinas, introdujo el concepto de zonas de Brillouin. Las técnicas de perturbación en el campo de la mecánica cuántica desarrolladas por Brillouin y por Eugene Wigner dieron origen a lo que se conoce como la fórmula Brillouin-Wigner.
Dado que Brillouin había estudiado con Sommerfeld, se interesó y realizó aportes novedosos en el campo de la difracción de radiación electromagnética en un medio dispersivo. Dado su condición de especialista en la propagación de ondas de radio, un mes antes de que se declarar la guerra a Alemania en agosto de 1939, Brillouin fue designado director general de la Radio Diffusion Française. En mayo de 1940, al colapsar Francia, se retira a Vichy, junto con el gobierno. Seis meses después, renuncia y viaja a los Estados Unidos.
Hasta 1942, Brillouin ejerce como profesor visitante en la Universidad de Wisconsin en Madison, y luego trabaja hasta 1943 como profesor en la Brown University, en Providence, Rhode Island. Durante los próximos dos años, trabaja como investigador científico en el National Defense Research Committee en Columbia University, en temas vinculados a radares. Desde 1947 a 1949, fue profesor de matemáticas aplicadas en la Harvard University. Entre 1952 y 1954, trabaja para la corporación IBM en Poughkeepsie, Nueva York, como también como miembro del personal del Laboratorio Watson de IBM en la Universidad de Columbia. En 1954, lo nombran profesor adjunto en la Universidad de Columbia. Vivió en la ciudad de Nueva York hasta su muerte en 1969.
Brillouin fue el fundador de la física de estado sólido moderna, entre los muchos aportes que realizó se encuentran, las zonas de Brillouin. Él aplicó la teoría de la información a la física y al diseño de computadoras, y acuñó el concepto de neguentropía para demostrar la similitud entre la entropía y la información.
Brillouin encontró una solución al problema del demonio de Maxwell.

## Distinciones
- 1953 – Elegido miembro de la Academia de Ciencia de los Estados Unidos

## Libros
- H. Armagnat and Léon Brillouin Les mesures en haute fréquences (Chiron, 1924)

- Léon Brillouin Les Statistiques Quantiques Et Leurs Applications. 2 Vols. (Presse Universitaires de France, 1930)

- Léon Brillouin  La Theorie des Quanta et l'Atome de Bohr (Presse Universitaires de France, 1922, 1931)

- Léon Brillouin Conductabilite electrique et thermique des metaux (Hermann, 1934)

- Léon Brillouin Notions Elementaires de Mathématiques pour le Sciences Experimentales (Libraires de :Õacademie de Medecine, 1939)

- Léon Brillouin The Mathematics of Ultar-High Frequencies Radio (Brown University, 1943)

- Léon Brillouin Wave Propagation in Periodic Structures: Electric Filters and Crystal Lattices (McGraw-Hill, 1946) (Dover, 1953, 2003)

- Léon Brillouin Les Tenseurs en mécanique et en élasticité: Cours de physique théorique (Dover, 1946)

- Léon Brillouin Mathématiques (Masson, 1947)

- Léon Brillouin Notions élémentaires de mathématiques pour les sciences expérimentales (Masson, 1947)

- Léon Brillouin Propagation des ondes dans les milieux périodiques (Masson – Dunod, 1956)

- Léon Brillouin La science et la théorie de l'information (Masson, 1959)

- Léon Brillouin Vie Matière et Observation (Albin Michel, 1959)

- Léon Brillouin Wave Propagation and Group Velocity (Academic Press, 1960)

- Léon Brillouin Science and Information Theory (Academic Press, 1962) (Dover, 2004)

- Léon Brillouin Scientific Uncertainty and Information (Academic Press, 1964)

- Léon Brillouin  Tensors in Mechanics and Elasticity. Translated from the French By Robert O. Brennan. (Engineering Physics: An International Series of Monographs, Vol. 2) (Academic Press, 1964)

- Léon Brillouin Relativity Reexamined (Academic Press, 1970)

- Léon Brillouin Tres Vidas Ejemplares en la Física (Madrid, marzo de 1970)